# Такіль
45°05′59″ пн. ш. 36°27′16″ сх. д. / 45.09972° пн. ш. 36.45444° сх. д.
Такі́ль (також Таки́л; крим. Taqıl — «жертовник») — мис в Криму на південно-східному краю Керченського півострова, являє собою скелясте плато з невеликим ухилом у бік степу. У центральній частині його є високі скелясті виступи, які круто обриваються до моря. На думку фахівців, мис утворений скелями сарматських вапняків.
На мисі знаходилося боспорське місто Зефірій.
У 1772 р. на траверсі мису стався морський бій російського і турецького флотів, в якому турки втратили кілька великих кораблів.
В 1832 р. на узвишші мису було побудовано Таклинський маяк, що висвітлював вхід до Керченської протоки з півдня.

## Виноски
1. ↑  Молева Н. В. Археологические исследования на мысе Такиль в Восточном Крыму. Архів оригіналу за 20 січня 2010. Процитовано 13 жовтня 2014. [Архівовано 2010-01-20 у Wayback Machine.]
2. ↑  Боспор Крим. Новини, статті, реклама, оголошення Керчі та Феодосії :: Тематичні рубрики :: Керченські кути: мис Такіль. Архів оригіналу за 20 листопада 2008. Процитовано 13 жовтня 2014.